# عابد قصبة
عابد قصبة (Guessba Abed)(1975 - 1999)، هو لاعب كرة قدم جزائري. من مواليد 19 سبتمبر 1975 بمدينة غليزان.ووفاته المنية 22 سبتمبر 1999  بمدينة قسنطينة.

## مشواره الكروي
يعد اللاعب خريج مدرسة سريع غليزان ونشط مع الفريق في القسم الثاني ثم إنتقل لفريق ترجي مستغانم ونشط معه في القسم الأول والقسم الثاني.

## وفاته
تنقل اللاعب رفقة فريقه لمقابلة شباب قسنطينة بملعب حملاوي في إفتتاح الجولة الأولى من القسم الثاني الجزائري بتاريخ 22 سبتمبر1999 والتي كانت منقولة على القناة الأرضية الجزائرية لموسم 1999/2000 لكنه تعرض لأزمة قلبية في الربع ساعة من الشوط الأول ونقل على إثرها للمستشفى الجامعي , لكن المنية وافته  وتوقفت المبارة, بعد ذهول وصدمة كبيرة من مختلف الجماهير الجزائرية التي كانت تتابع اللقاء.
ودفن بمسقط رأسه بمدينة غليزان في جو جنائزي مهيب حضرته السلطات المحلية وعشاقه وعشاق كرة القدم وبعد أن غادر الدنيا وفي عمره 24 سنة.

## ذكرى
تعد أحسن ذكرى لعشاقه والفريق توقيعه للهدف الأول أمام مولودية الجزائر لموسم 1998-1999 في القسم الأول بمقصية رائعة  من حدود 18 متر بعد أن بقي حارس المرمى مذهولا من جمالية الهدف وأنتهت المقابلة بفوز المحليين بـ 2-1'